# Bulbophyllum resupinatum
Espèce
Synonymes
- Bulbophyllum resupinatum var. resupinatum[1]

Bulbophyllum resupinatum Ridl. est une espèce d'orchidées du genre Bulbophyllum, présente dans de nombreux pays d'Afrique tropicale.

## Liste des variétés
Selon Catalogue of Life (6 décembre 2017) :
- variété Bulbophyllum resupinatum var. filiforme
- variété Bulbophyllum resupinatum var. resupinatum

Selon The Plant List (6 décembre 2017) :
- variété Bulbophyllum resupinatum var. filiforme (Kraenzl.) J.J.Verm.

Selon Tropicos (6 décembre 2017) (Attention liste brute contenant possiblement des synonymes) :
- variété Bulbophyllum resupinatum var. filiforme J.J. Verm.
- variété Bulbophyllum resupinatum var. resupinatum

## Distribution
La sous-espèce filiforme a été observée en Sierra Leone, au Liberia, en Côte d'Ivoire, au Cameroun, au Gabon, en République du Congo et en République démocratique du Congo.